# 全家玩到趴
是一部2015年美國喜劇片，為約翰·法蘭西斯·達利和強納森·高斯汀共同執導和編劇，同時也是他們的導演處女作。由艾德·赫姆斯、克麗絲汀娜·雅柏蓋特、萊絲里·曼恩與克里斯·漢斯沃主演。本片為「瘋狂假期系列電影」的第七部作品。華納兄弟定於2015年7月29日在美國上映。於2015年8月28日在臺灣上映。

## 劇情
故事敘述羅斯提（艾德·赫姆斯飾）想像父親克拉克（吉維·蔡斯飾）一樣給妻子黛比（克麗絲汀娜·雅柏蓋特飾）和兩個小孩詹姆斯（斯凱勒·吉桑多飾）、凱文（史蒂爾·斯特賓斯飾）一個永生難忘的驚喜假期，因此他帶著家人到三十年前曾玩過的「挖哩咧樂園（Walley World）」，該處為美國最受歡迎的家庭樂園，但在家人難以感到其興致外，一路上他們還遭遇到許多怪事和麻煩。

## 演員
- 艾德·赫姆斯 飾 羅素·「羅斯提」·葛雷斯沃德（Russell "Rusty" Griswold）：一家之主，黛比的丈夫，克拉克和愛倫的兒子。
- 克麗絲汀娜·雅柏蓋特 飾 黛比·葛雷斯沃德（Debbie Griswold）：羅斯提的妻子。
- 斯凱勒·吉桑多 飾 詹姆士·葛雷斯沃德（James Griswold）：羅斯提和黛比的大兒子。
- 史蒂爾·斯特賓斯 飾 凱文·葛雷斯沃德（Kevin Griswold）：羅斯提和黛比的小兒子。
- 萊絲里·曼恩 飾 奧黛麗·葛雷斯沃德-克蘭德爾（Audrey Griswold-Crandall）：羅斯提的妹妹。
- 克里斯·漢斯沃 飾 史東·克蘭德爾（Stone Crandall）：奧黛麗的丈夫。
- 貝佛莉·狄安姬洛 飾 愛倫·葛雷斯沃德（Ellen Griswold）：羅斯提的母親。
- 吉維·蔡斯 飾 克拉克·葛雷斯沃德（Clark Griswold）：羅斯提的父親。
- 查理·戴 飾 查德（Chad）：泛舟指導，原本與未婚妻訂婚但被狠狠的甩了，其喪失心智，一心求死，導致葛家一行人差點喪命于瀑布。
- 凱瑟琳·米瑟 飾 艾黛娜（Adena）: 詹姆士在公路上遇到的女孩，後發展成情侶。
- 榮·利文斯通 飾 伊森（Ethan）: 高級機長，為人高傲，瞧不起羅素。
- 伊麗莎白·吉利斯 飾 海瑟（Heather）: 3P姐妹會的成員兼「黛比啥都幹」的粉絲之一，說黛比是3P的傳奇。
- 諾曼·李杜斯 飾 卡車司機（Trucker）
- 麥可·潘納 飾 新墨西哥州警察（New Mexic Cup）
- 基根-麥可·奇 飾 傑克·彼德森（Jack Peterson）
- 芮吉娜·赫爾 飾 南希·彼德森（Nancy Peterson）
- 艾蜜莉·克拉菲爾德 飾 席菈·彼德森（Shelia Peterson）

## 發行
該片原定於2015年10月9日在美國上映，但發布日期推至2015年7月31日，最後改至2015年7月29日提前上映。

## 評價
爛番茄根據102條專業影評新鮮度25%，平均得分4／10，Metacritic得分33，負面評價居多。但IGN給了影片的8／10，認為電影儘管沒有第一集的水準，但整體來說是有趣的。

## 外部連結
- 互联网电影数据库（IMDb）上《Vacation》的资料（英文）
- Box Office Mojo上《Vacation》的資料（英文）
- 爛番茄上《Vacation》的資料（英文）
- Metacritic上《Vacation》的資料（英文）